# 西部電気工業
西部電気工業株式会社（せいぶでんきこうぎょう）は、福岡県福岡市博多区博多駅東に本社を置く建設会社である。事業内容はNTT西日本を中心とする電気通信設備工事である。

## 沿革
- 1947年（昭和22年）7月 - 西部電気通信工業株式会社を設立。
- 1948年8月 - 現社名に変更。
- 1974年1月 - 福岡証券取引所に上場。
- 1978年12月 - 大阪証券取引所2部に上場。
- 1999年（平成11年）9月 - 大阪証券取引所1部に上場。
- 2001年5月 - 東京証券取引所1部に上場。
- 2003年9月 - 福岡県福岡市博多区に福岡本社を開設。熊本本社と合わせて二本社体制へ。
- 2010年2月 - 熊本本社を廃止。本社を福岡本社のみとする。
- 2018年
  - 9月26日 - 東京証券取引所1部並びに福岡証券取引所上場廃止。
  - 10月1日 - 株式会社協和エクシオ（現・エクシオグループ）と経営統合を実施し、西部電気工業は簡易株式交換により協和エクシオの完全子会社となる[1]。

## 関連会社
- 西部電設株式会社
- 九州ネクスト株式会社
- 九州通信産業株式会社
- 株式会社福岡通信工材製作所
- 公栄設備工業株式会社
- ひばりネットシステム株式会社
- 株式会社カープラザSeibu
- 昇建設株式会社
- 九州電機工業株式会社
- 株式会社仁和